# Urusei Yatsura
Urusei Yatsura (яп. うる星やつら Урусэй Яцура) — известные в конце 1970-х и в 1980-е года манга (34 тома 1979—1987, а также несколько переизданий) и аниме-сериал (1981—1986), созданные Румико Такахаси. Всего было выпущено 218 телевизионных серий (впоследствии первые серии продолжительностью 12 минут парами объединили в одну «стандартную» серию из 24 минут, и DVD R1/R2 издания состоят из 195 серий), шесть полнометражных аниме-фильмов, 12 OVA и 2 тв-спецвыпусков.

## Сюжет
Демоны о́ни, прибывшие из космоса и обладающие во много раз превосходящей земную технологией, собираются поработить Землю. Однако они согласны остановить вторжение, если человек, выбранный их компьютером случайным образом, в течение десяти дней сможет коснуться рожек главной героини, дочери лидера захватчиков, Лам. Таковым человеком становится второй главный персонаж, Атару Моробоси. Он терпит неудачу за неудачей и перед финальным боем его подруга Синобу обещает в случае победы выйти за него. Это дает ему сил, чтобы хитростью добиться победы, но последующую его фразу «теперь можно и жениться» Лам истолковывает как предложение руки и сердца. Сериал повествует об образовавшемся любовном треугольнике и неприятностях, в которые постоянно попадает Атару.

## Персонажи
Атару Моробоси (яп. 諸星 あたる Моробоси Атару) — главный герой. Дурак и неудачник, от невезения которого порой страдает вся планета. Ввиду этого все знают, что если город крушат динозавры, значит, в этом замешан Атару. При необходимости способен бежать со скоростью мотоцикла или в одиночку противостоять небольшой армии. Обладает огромной живучестью — его не способны ранить ни электричество Лам, ни огонь Дзяритэна, ни столы, брошенные Синобу. Является неисправимым бабником и все своё время тратит на преследование девушек. Девушки практически никогда не отвечают ему взаимностью и многими он бывает бит за приставания. Тем не менее, когда дело касается девушек, Атару не смущают никакие препятствия. Несмотря на свою плохую репутацию, Атару был избран старостой класса. Хотя Атару готов ухаживать за любой девушкой, по отношению к Лам он практически не проявляет ни любви, ни хотя бы доброты. Он абсолютно не скрывает того факта, что изменяет ей, и, более того, может делать это прямо на глазах своей «жены». Хотя Атару глубоко переживает любую угрозу разрыва, он старается не давать Лам видеть каких-либо проявлений любви по отношению к ней.
Сэйю: Тосио Фурукава (первая экранизация), Камия Хироси (вторая экранизация)
Лам (яп. ラム Раму) — главная героиня. Дочь лидеров они, прилетевших захватить Землю. Умеет летать и бить молниями, причём последнее делает в том числе и непроизвольно, в моменты сильного волнения. После того, как Атару, по её мнению, сделал ей предложение, Лам не раздумывая согласилась стать его женой и быть верной ему до конца жизни. Ввиду этого она практически селится в его доме, пристаёт к Атару даже посреди школьных уроков и зовёт его «любимый» (яп. ダーリン Да:рин, от англ. darling). Так как сам Атару не проявляет к ней особого интереса, Лам постоянно пытается разлучить его с Синобу и отучить своего «мужа» от измен посредством ударов молнией.
Сэйю: Фуми Хирано (первая экранизация), Сумирэ Уэсака (вторая экранизация)
Синобу Миякэ (яп. 三宅 しのぶ Миякэ Синобу) — главная героиня. Обладает огромной силой, позволяющей жонглировать школьными партами или отбросить с пути целый танк. Тем не менее считает себя слабой и беззащитной девушкой. В начале истории была влюблена в Атару, но ввиду его постоянных и нескрываемых измен в итоге переключилась на Сютаро.
Сэйю: Саэко Симадзу (первая экранизация), Маая Утида (вторая экранизация)
Тэн (яп. テン) — маленький ребёнок-они и двоюродный брат Лам. Умеет летать и изрыгать огонь. Тэн прилетел на Землю, чтобы увидеть избранника своей двоюродной сестры, и пришёл к выводу, что Лам слишком хороша для Атару. Постоянно конфликтует с ним, но редко выходит победителем. Гораздо чаще Атару использует его в качестве теннисного мячика и зашвыривает вдаль сковородкой. Так как мама Тэна работает пожарной и осуждает любые игры с огнём, в её присутствии Тэн старательно делает вид, что дружит с Атару.
Сэйю: Кадзуко Сугияма (первая экранизация), Аой Юки (вторая экранизация)
Сютаро Мэндо (яп. 面堂終太郎 Мэндо: Сю:таро:) — богач и одноклассник Атару. Является таким же бабником и дураком, как и Атару, однако более обходителен с девушками и пользуется у них большой популярностью. За счет их поддержки, он смог набрать равное с Атару число голосов на выборах старосты класса. Однако, благодаря помощи Лам, проиграл Атару на дуэли и стал его заместителем.
Сэйю: Акира Камия (первая экранизация), Мамору Мияно (вторая экранизация)
Рэй (яп. レイ) — бывший возлюбленный Лам. Обладает неотразимой внешностью, однако в моменты сильного волнения превращается в огромную корову. Также может съесть любое количество еды, причём во время трапезы забывает обо всём. Несмотря на то что Лам его бросила, всё ещё любит её и периодически пытается вернуть. В то же время регулярно встречается с Ран. Тем не менее на свидания с Ран Рэй приходит исключительно ради угощения.
Сэйю: Тэссё Гэнда (первая экранизация), Кацуюки Кониси (вторая экранизация)
Ран (яп. ラン Ран) — подруга детства Лам. Обладает способностью вытягивать молодость человека через поцелуй. На людях старается играть роль милой девушки. Тем не менее в душе грубиянка и эгоистка. В прошлом Лам постоянно подставляла её, а также увела у неё Рэя, поэтому Ран ужасно на неё обижена и мечтает отомстить. Регулярно встречается с Рэем, хотя и понимает что он приходит исключительно ради еды.
Сэйю: Ё Иноэ (первая экранизация), Кана Ханадзава (вторая экранизация)

## Восприятие критикой
По описанию рецензии ANN, Urusei Yatsura породило тысячи имитаций и поместило романтическую комедию на карту аниме. Оно представляет собой «неправдоподобную» историю любви, преодолевающей пространство, время и видовые различия. Хотя история многократно имитировалась, никто не мог воспроизвести качество оригинала. Так как сериал имеет множество уникальных и привлекательных персонажей, по мнению рецензента, зритель наверняка найдет того, с кем сможет себя отождествлять. В крайнем случае просто надорвет живот от смеха. И если зрителю нравятся Tenchi Muyo!, «Ранма ½», «Эль-Хазард» или любая другая история о «неправдоподобной» любви, данное аниме как минимум заслуживает его внимания. Согласно опросу, проведенному в 2007 году министерством культуры Японии, Urusei Yatsura занимает 31-е место среди лучшей манги всех времен.
В 1982 году данный аниме-сериал занял шестое место среди аниме в гран-при журнала Animage, в следующем году поднялся до четвёртого, в 1984 году сериал вернулся на шестое. Однако OVA Urusei Yatsura: Only You заняла пятое. Вторая OVA, Urusei Yatsura: Beautiful Dreamer, в 1985 году заняла третье место. В 1986 году сериал вновь появился на шестом месте, а третья OVA заняла третье место. В 1987 сериал спустился до восьмого места. Четвёртая же OVA Urusei Yatsura — Lum the Forever заняла десятое место. В 1988 году OVA 1987 года заняла 11 место. В 1989 году OVA Urusei Yatsura: The Final Chapter заняла восьмое место. Наконец, OVA Urusei Yatsura — Always My Darling заняла 12 место в 1992 году.

## Полнометражные фильмы
- Urusei Yatsura 1: Only You (1983) — когда Атару был ещё ребёнком, он играл с инопланетной принцессой Эллэ и в ходе игры наступил на её тень. По традициям планеты Эллэ это равнозначно предложению руки и сердца, против чего Атару абсолютно не возражал. Спустя 11 лет Эллэ возвращается на Землю за своим женихом, чему Атару только рад. Лам предстоит остановить предстоящую свадьбу и вернуть Атару на Землю.
- Urusei Yatsura 2: Beautiful Dreamer (1984) — в школе Томобики без конца повторяется один и тот же день. Весь остальной город, за исключением дома Атару, пришёл в запустение, и покинуть его не представляется возможным. Как выясняется, персонажи заперты в чьем-то сне.
- Urusei Yatsura 3: Remember My Love (1985) — когда Лам была маленькой, её родители забыли пригласить старую ведьму. В ответ та наложила на Лам проклятье, которое должно разлучить её с любимым. Теперь в городе появляется маг, который превращает Атару в бегемота и похищает преследовавшую его Лам. Атару должен преодолеть силу проклятья и вернуть Лам на Землю.
- Urusei Yatsura 4: Lum the Forever (1986) — после того как Мэндо срубил дерево-хранитель, силы Лам начали убывать и Лам стала исчезать из сердец своих поклонников. Вскоре Лам пропала, а сны жителей города начали становиться явью. Персонажи должны заставить город вернуть Лам и всё остальное на место.
- Urusei Yatsura 5: Kanketsuhen (1988) — в прошлом прадедушка Лам пообещал своего первого потомка женского пола в жены одному из обитателей мира тьмы. Теперь внук этого обитателя явился за Лам. Атару должен отправиться за Лам и вернуть её на Землю. В мире тьмы между Атару и Лам происходит серьёзная ссора. В результате Атару должен либо ещё раз победить Лам в игре в салочки, либо навсегда забыть о ней, либо признать, что любит её.
- Urusei Yatsura 6: Itsudatte, watashi no Darling (1991) — во вселенной существует некий храм, где хранится любовный эликсир. Выпивший его навсегда полюбит первого, кого увидит. Однако эликсир получит лишь самый озабоченный человек во вселенной. Таковым оказывается Атару. Дабы завладеть эликсиром, принцесса Люпика обращается за помощью к Атару и обещает в награду выйти за него. Лам, думающая, что её жениха похитили, отправляется следом за ними.

## Хронология

### Аниме
|                         | 14.10.1981 — 24.03.1982              | Сезон 1, серии 1—21                   |
| 31.03.1982              | Спешл 1 серия 21,5                   |                                       |
| 07.04.1982 — 22.12.1982 | Сезон 1, серии 22—54                 |                                       |
|                         | 05.01.1983 — 02.02.1983              | Сезон 2, серии 55—58                  |
|                         | 13.02.1983                           | Фильм 1: Only You                     |
|                         | 16.02.1983 — 08.02.1984              | Сезон 2, серии 59—99                  |
|                         | 11.02.1984                           | Фильм 2: Beautiful Dreamer            |
|                         | 15.02.1984 — 28.03.1984              | Сезон 2, серии 100—106                |
|                         | 11.04.1984 — 23.01.1985              | Сезон 3, серии 107—140                |
|                         | 26.01.1985                           | Фильм 3: Remember My Love             |
|                         | 30.01.1985 — 27.03.1985              | Сезон 3, серии 141—149                |
|                         | 03.04.1985 — 18.09.1985              | Сезон 4, серии 150—174                |
|                         | 24.09.1985                           | OVA 1: Ryoko's September Tea Party    |
|                         | 25.09.1985 — 19.02.1986              | Сезон 4, серии 175—191                |
|                         | 22.02.1986                           | Фильм 4: Lum the Forever              |
|                         | 26.02.1986, 05.03.1986               | Сезон 4, серии 192, 193               |
| 12.03.1986              | Спешл 2 серия 193,5                  |                                       |
| 19.03.1986              | Сезон 4, серия 194 финальная         |                                       |
|                         | 15.09.1986                           | OVA 2: Memorial Album                 |
| 18.07.1987              | OVA 3: Inaba the Dreammaker          |                                       |
|                         | 06.02.1988                           | Фильм 5: The Final Chapter            |
|                         | 02.12.1988                           | OVA 4: Raging Sherbet                 |
| 08.12.1988              | OVA 5: Nagisa's Fiancé               |                                       |
| 21.08.1989              | OVA 6: The Electric Household Guard  |                                       |
| 01.09.1989              | OVA 7: I Howl at the Moon            |                                       |
| 21.12.1989              | OVA 8: Goat and Cheese               |                                       |
| 27.12.1989              | OVA 9: Catch the Heart               |                                       |
| 21.06.1991              | OVA 10: Terror of Girly-Eyes Measles |                                       |
| 21.06.1991              | OVA 11: Date with a Spirit           |                                       |
|                         | 18.08.1991                           | Фильм 6: Always My Darling            |
|                         | 23.12.2008                           | OVA 12: The Obstacle Course Swim Meet |
|                         | 14.10.2022 — 24.03.2023              | Ремейк, сезон 1, серии 1—23           |
|                         | 11.01.2024 — 21.06.2024              | Ремейк, сезон 2, серии 24—46          |

### Манга
| 1  | 15.04.1980 | ISBN 4-09-120441-4 |
| 2  | 15.07.1980 | ISBN 4-09-120442-2 |
| 3  | 15.10.1980 | ISBN 4-09-120443-0 |
| 4  | 15.01.1981 | ISBN 4-09-120444-9 |
| 5  | 15.03.1981 | ISBN 4-09-120445-7 |
| 6  | 15.06.1981 | ISBN 4-09-120446-5 |
| 7  | 15.09.1981 | ISBN 4-09-120447-3 |
| 8  | 15.11.1981 | ISBN 4-09-120448-1 |
| 9  | 15.01.1982 | ISBN 4-09-120449-X |
| 10 | 15.04.1982 | ISBN 4-09-120450-3 |
| 11 | 15.06.1982 | ISBN 4-09-120741-3 |
| 12 | 15.09.1982 | ISBN 4-09-120742-1 |
| 13 | 15.10.1982 | ISBN 4-09-120743-X |
| 14 | 15.12.1982 | ISBN 4-09-120744-8 |
| 15 | 15.04.1983 | ISBN 4-09-120745-6 |
| 16 | 15.06.1983 | ISBN 4-09-120746-4 |
| 17 | 15.10.1983 | ISBN 4-09-120747-2 |
| 18 | 15.01.1984 | ISBN 4-09-120748-0 |
| 19 | 15.04.1984 | ISBN 4-09-120749-9 |
| 20 | 15.06.1984 | ISBN 4-09-120750-2 |
| 21 | 15.09.1984 | ISBN 4-09-121171-2 |
| 22 | 15.11.1984 | ISBN 4-09-121172-0 |
| 23 | 15.01.1985 | ISBN 4-09-121173-9 |
| 24 | 15.02.1985 | ISBN 4-09-121174-7 |
| 25 | 15.04.1985 | ISBN 4-09-121175-5 |
| 26 | 15.06.1985 | ISBN 4-09-121176-3 |
| 27 | 15.10.1985 | ISBN 4-09-121177-1 |
| 28 | 15.01.1986 | ISBN 4-09-121178-X |
| 29 | 15.04.1986 | ISBN 4-09-121179-8 |
| 30 | 15.06.1986 | ISBN 4-09-121180-1 |
| 31 | 15.09.1986 | ISBN 4-09-121501-7 |
| 32 | 15.11.1986 | ISBN 4-09-121502-5 |
| 33 | 15.01.1987 | ISBN 4-09-121503-3 |
| 34 | 15.04.1987 | ISBN 4-09-121504-1 |

### Компьютерные игры
| Год  | Название                                  | Издатель                                        | Платформа                                         | Жанр               |
| ---- | ----------------------------------------- | ----------------------------------------------- | ------------------------------------------------- | ------------------ |
| 1982 | Urusei Yatsura                            | Bandai                                          | Game & Watch                                      | action/reflex      |
| 1983 | Urusei Yatsura Enjoy Ataru Hen            | Enjoy Soft                                      | NEC PC8801                                        | платформер         |
| 1986 | Shiken ni deru Urusei Yatsura             | Kitty Enterprises                               | NEC PC8801                                        | trivia/quiz        |
| 1986 | Urusei Yatsura: Lum no Wedding Bell       | Jaleco Ltd, Tose Co Ltd                         | NES                                               | платформер         |
| 1987 | Urusei Yatsura — Koi No Survival Birthday | Micro Cabin                                     | MSX, MSX2, NEC PC8801, NEC PC9800, FM-7, Sharp X1 | adventure          |
| 1989 | Shiken ni Deru Urusei Yatsura Part 1      | Ponta Soft                                      | Sharp X68000                                      | trivia/quiz        |
| 1989 | Urusei Yatsura — Lum Kikiippatsu          | Aspii                                           | Sharp X68000                                      | adventure          |
| 1990 | Urusei Yatsura: Stay With You             | Hudson Soft                                     | PC Engine CD                                      | adventure          |
| 1992 | Urusei Yatsura: Miss Tomobiki o Chigase!  | Yanoman, Shogakukan                             | Game Boy                                          | adventure          |
| 1994 | Urusei Yatsura: My Dear Friends           | Game Arts                                       | Sega-CD/Mega-CD                                   | adventure          |
| 2005 | Urusei Yatsura: Endless Summer            | Marvelous Interactive (Marvelous Entertainment) | Nintendo DS                                       | симулятор свиданий |